# ジャック・ウォーデン
ジャック・ウォーデン（Jack Warden, 1920年9月18日 - 2006年7月19日）は、米国の俳優。

## 来歴
ニュージャージー州ニューアーク生まれ。ジャック・ウォーデン・レブツェルターの息子として、誕生名はジョン・H・レブツェルター。
ケンタッキー州ルイビルで育つ。17歳の時、喧嘩沙汰で高校を放校になる。彼は喧嘩が強く、ジョニー・コステロ名義で、ウェルター級のプロボクシングに転向する。生活に困っている時は、ナイトクラブの用心棒としても働いたという。彼は1938年米国海軍に入隊し、揚子江沿岸のパトロールに3年間従事した。海軍より貨物船の仕事の方が支払いが良かったが、長い国外での航海は退屈だろうと思い、1942年米国陸軍に入隊し直した。配属された第101空挺師団では、1944年6月のノルマンディー上陸作戦に加わる直前、夜間降下訓練で脚を負傷してしまう。
療養中、元役者だった同僚が劇の台本を読んでいたことから、演劇に目覚める。傷が癒えた後、ナチス・ドイツの逆襲であるバルジの戦いに復帰し、最後は軍曹になるが、終戦後、復員兵援護法を基に役者の道を歩み出す。
彼はニューヨーク市の演劇学校に通い、プロの俳優として1947年ダラス・アレイ・シアターに加わる。芸名のジャック・ウォーデンは、父親のミドルネームを拝借したのである。この劇団は、1940年代から1950年代のテネシー・ウィリアムズの舞台劇を上演していたという。ニューヨークからテキサスまでの5年間におよぶ上演は、彼に古典劇から現代劇までの素地を与えた。そして、1948年にはテレビデビューを果たす。
しかしウォーデンは、あくまでアーサー・ミラーの『セールスマンの死』の上演にこだわり続けた。彼は1952年にクリフォード・オデッツの『ゴールデン・ボーイ』の再公演とアーサー・ミラーの『橋からの眺め』の3年越しのオリジナル公演で、ブロードウェイ・デビューを果たす。映画でも1951年に端役デビューする。この作品での共演は、第二次世界大戦でのベテラン（海軍出身で南太平洋戦線で戦っていた）リー・マーヴィンとまだチャールズ・ブチンスキーと名乗っていたチャールズ・ブロンソンである。
スポーツマンらしい体型のため、彼には兵士の役が多くまわってきた。フランク・シナトラとモンゴメリー・クリフトが共演した『地上より永遠に』（1953年）も、その中の1本である。
その作品以外でも、『十二人の怒れる男』（1957年）での、まるでやる気のないヤンキース・ファンの陪審員7番を演じて、大いに注目を受けるようになる。また、『暴力波止場』（1957年）での頑固な親方役や、クラーク・ゲーブルとバート・ランカスターと共演した『深く静かに潜行せよ』（1958年）でも注目を浴びる。また、テレビの人気シリーズ『トワイライト・ゾーン』の1挿話では、それまで演じてきた役とはうって変わり、繊細な役どころに挑んだ。
1960年から1970年代初めまでは、『アスファルト・ジャングル』（1961年）のような、テレビ映画の刑事役がはまり役であった。また1970年代には、『ブライアンズ・ソング』での感動的なフットボールのコーチ役でエミー賞を獲得する。『がんばれ!ベアーズ』（テレビシリーズ、1979年 - 1980年）でもコーチ役を演じた。
ウォーレン・ベイティとの共演作である『シャンプー』（1975年）と『天国から来たチャンピオン』（1978年）では、コメディの資質を見せつけた。ウォーデンはこの2本の作品でアカデミー賞助演男優賞にノミネートを受ける。また『大統領の陰謀』（1976年）の編集者役や、『ナイル殺人事件』（1978年）のドイツ人医師役、『ジャスティス』（1979年）での銃を持った裁判官役、『チャンス』（1979年）での米国大統領役、『ユーズド・カー』（1980年）での双子のセールスマン役、ポール・ニューマンと組む弁護士役の『評決』（1982年）にも出演。
その後、1985年に半ば引退し、ニューヨークに住んでいた。俳優活動は、テレビ作品に数本出演した後、ウディ・アレンの『ブロードウェイと銃弾』（1994年）や、ウォーレン・ベイティ（ビーティ）と再び組んだ『ブルワース』（1998年）などに出演する。そして『リプレイスメント』（2000年）が彼の最後の作品となった。

## 主な出演
| 公開年 | 邦題 原題 | 役名                       | 備考           |
| ------ | --- | -------------------------- | -------------- |
| 1951   | フロッグメン The Frogmen                                                                                          |                            | クレジットなし |
| 1953   | 地上より永遠に From Here to Eternity                                                                              | バックリー                 |                |
| 1957   | 暴力波止場 Edge of the City                                                                                       | チャールズ                 |                |
| 1957   | 独身者のパーティ The Bachelor Party                                                                               | エディ                     |                |
| 1957   | 十二人の怒れる男 12 Angry Men                                                                                     | 陪審員7番                  |                |
| 1958   | 特攻決死隊 Darby's Rangers                                                                                        | サウル・ローゼン           |                |
| 1958   | 深く静かに潜航せよ Run Silent Run Deep                                                                            | ミュラー                   |                |
| 1959   | 悶え The Sound and the Fury                                                                                       | ベン                       |                |
| 1961   | ゆすり The Lawbreakers                                                                                            | 警察官                     |                |
| 1961   | ザーレンからの脱出 Escape from Zahrain                                                                            | ヒューストン               |                |
| 1963   | ドノバン珊瑚礁 Donovan's Reef                                                                                     | ウィリアム・デダム         |                |
| 1964   | 大突撃 The Thin Red Line                                                                                          | ウェルシュ                 |                |
| 1965   | 目かくし Blindfold                                                                                                | ブラット                   |                |
| 1968   | グッバイ・ヒーロー Bye Bye Braverman                                                                              | バーネット                 |                |
| 1971   | スポーツクラブ The Sporting Club                                                                                  | アール・オリーヴ           |                |
| 1971   | ケラーマン Who Is Harry Kellerman and Why Is He Saying Those Terrible Things About Me?                            | サロモン・F・モーゼズ博士  |                |
| 1971   | 刑事オルテガ・影なき殺人鬼 The Face of Fear                                                                       | ジョージ・コイ             | テレビ映画     |
| 1971   | ブライアンズ・ソング Brian's Song                                                                                 | ジョージ・ハラス           | テレビ映画     |
| 1973   | キャット・ダンシング The Man Who Loved Cat Dancing                                                                | Dawes                      |                |
| 1974   | 荒野のガンマン無宿 Billy Two Hats                                                                                 | ヘンリー・ギフォード保安官 |                |
| 1975   | シャンプー Shampoo                                                                                                | レスター                   |                |
| 1976   | 大統領の陰謀 All the President's Men                                                                              | ハリー・ローゼンフェルド   |                |
| 1977   | 特攻サンダーボルト作戦 Raid on Entebbe                                                                            | モルデカイ・グル参謀長     | テレビ映画     |
| 1977   | ホワイト・バッファロー The White Buffalo                                                                          | チャーリー・ゼイン         |                |
| 1978   | 天国から来たチャンピオン Heaven Can Wait                                                                          | マックス                   |                |
| 1978   | ナイル殺人事件 Death on the Nile                                                                                  | ベスナー医師               |                |
| 1979   | チャンプ The Champ                                                                                                | ジャッキー                 |                |
| 1979   | チャンス Being There                                                                                              | 大統領                     |                |
| 1979   | ポセイドン・アドベンチャー2 Beyond the Poseidon Adventure                                                         | ハロルド・メレディス       |                |
| 1979   | ジャスティス ...And Justice for All                                                                               | フランシス・レイフォード   |                |
| 1980   | ユーズド・カー Used Cars                                                                                          | ロイ                       |                |
| 1981   | マペットの大冒険/宝石泥棒をつかまえろ! The Great Muppet Caper                                                     | マイク                     |                |
| 1981   | ハロー、ダディ! Carbon Copy                                                                                       | ネルソン・ロングハースト   |                |
| 1981   | 恋のジーンズ大作戦/巨人の女に手を出すな So Fine                                                                   | ジャック                   |                |
| 1982   | 評決 The Verdict                                                                                                  | ミッキー・モリッシー       |                |
| 1984   | クラッカーズ/警報システムを突破せよ! Crackers                                                                     | Garvey                     |                |
| 1984   | ヘレン・ケラー Helen Keller: The Miracle Continues                                                                | マーク・トウェイン         | テレビ映画     |
| 1985   | アビエーター The Aviator                                                                                          | モラヴィア                 |                |
| 1985   | 不思議の国のアリス Alice in Wonderland                                                                            | フクロウ                   | テレビ映画     |
| 1987   | ケネディ家vsFBI長官フーパー/第2次南北戦争・スキャンダルと陰謀の日々 Hoover vs. the Kennedys: The Second Civil War | J・エドガー・フーヴァー    |                |
| 1987   | セプテンバー September                                                                                            | ロイド                     |                |
| 1988   | プレシディオの男たち The Presidio                                                                                 | ロス・マクルーア元曹長     |                |
| 1988   | パーフェクト・ショット Dead Solid Perfect                                                                         | Hubert 'Bad Hair' Wimberly | テレビ映画     |
| 1990   | もうひとつのラブストーリー Everybody Wins                                                                         | ハリー・マードック         |                |
| 1990   | プロブレム・チャイルド/うわさの問題児 Problem Child                                                               | ビッグ・ベン               |                |
| 1991   | プロブレム・チャイルド2 Problem Child 2                                                                           | ビッグ・ベン               |                |
| 1992   | お葬式だよ全員集合! Passed Away                                                                                   | ジャック                   |                |
| 1992   | ナイト・アンド・ザ・シティ Night and the City                                                                     | アル・グロスマン           |                |
| 1992   | トイズ Toys | ゼボ大将軍                 |                |
| 1993   | ギルティ/罪深き罪 Guilty as Sin                                                                                   | モー                       |                |
| 1994   | ブロードウェイと銃弾 Bullets Over Broadway                                                                        | ジュリアン                 |                |
| 1994   | プロブレム・チャイルド3 Problem Child 3: Junior in Love                                                           | ビッグ・ベン               | テレビ映画     |
| 1995   | あなたが寝てる間に… While You Were Sleeping                                                                       | ソウル                     |                |
| 1995   | デンバーに死す時 Things to Do in Denver When You're Dead                                                          | ジョー・ヘフ               |                |
| 1995   | 誘惑のアフロディーテ Mighty Aphrodite                                                                             |                            |                |
| 1996   | モンキー・リーグ/史上最強のルーキー登場 Ed                                                                        |                            |                |
| 1997   | マイ・リトル・ガーデン The Island on Bird Street                                                                  |                            |                |
| 1998   | ブルワース Bulworth                                                                                               | エディ                     |                |
| 1998   | ダーティ・ワーク Dirty Work                                                                                       | ポップス                   |                |
| 1999   | フランダースの犬 A Dog of Flanders                                                                                | ジェハン（祖父）           |                |
| 2000   | リプレイスメント The Replacements                                                                                 | エドワード・オニール       |                |

### テレビシリーズ
| 放映年    | 邦題 原題                            | 役名                   | 備考               |
| --------- | ------------------------------------ | ---------------------- | ------------------ |
| 1965-1966 | The Wackiest Ship in the Army        | サイモン・ブッチャー   | 29エピソードに出演 |
| 1967-1969 | ニューヨーク警察 N.Y.P.D.            | マイク・ヘインズ       | 49エピソードに出演 |
| 1976      | Jigsaw John                          | ジョン・セント・ジョン | 15エピソードに出演 |
| 1979-1980 | がんばれ!ベアーズ The Bad News Bears | モリス・バターメイカー | 26エピソードに出演 |
| 1984-1986 | 熱血探偵ハリー Crazy Like a Fox      | ハリー・フォックス     | 24エピソードに出演 |

## 参照
1. ↑  “Jack Warden, 85: Actor had a familiar face”. Los Angeles Times. (2006年7月27日) 2010年12月30日閲覧。